# Регионална држава
Регионална држава је унитарна држава у којој је власт децентрализована на нижим административним нивоима, регионима. Региони су средњи ниво власти између државног и локалног нивоа. Овде се у фокус ставља регионализација унитарне државе преношењем њених бројних надлежности на ниже нивое административно-територијалних јединица, односно, давањем одређеног степена аутономије тим регионима.

## Карактеристике
Регионална држава је облик владавине, где су државе формално унитарне, али снажно децентрализоване, у којој сви делови политичких административно-територијалних јединица државе имају довољно широка овлашћења и имају велику аутономију у јавним пословима, при чему та однос подсећају на федерацију. Постоји неколико облика регионализације: економска, културна, политичка и стратешка.
Овај облик власти тренутно користи неколико земаља, али се као најбољи примери наводе ове четири земље:
- Италија
- Шпанија
- Шри Ланка
- ЈАР

Према неким геополитичарима, овакав вид држава још увек није широко коришћен у свету.